# 상대등
상대등(上大等)은 신라의 중앙 관제에서 최고위 관직이다.
법흥왕 18년(531년)에 설치되었는데, 귀족 회의를 주재하고 의결 사항을 왕에게 아뢰어 재가(裁可)를 얻어 실행하게 하였다. 실제로 왕권에 대한 제약적 성격을 갖고 있던 것이며, 회의 장소로서는 신라 사영지(四靈地)나 남당(南堂)이 있었고, 회의 양식은 한 사람이라도 반대하면 의결되지 않는다는 화백 제도를 취하였다. 상대등은 중대(中代) 이후 왕권의 전제력이 귀족 세력을 압도하자 세력이 약화되었으며, 정치적 실권은 왕의 지배를 받는 행정 계통의 최고 기관인 집사부로 넘어갔다. 신라 하대 왕권이 약화되자 상대등의 권력이 다시 강해지기도 하였다.

## 역대 상대등
- 철부(哲夫) (531년 - 534년)
- 김구해(金仇亥)(532년? - ?)[1]
- 거칠부(居柒夫) (576년 - ?)[2]
- 노리부(弩里夫) (579년~588년)
- 수을부(首乙夫) (588년~?)
- 을제(乙祭) (632년~636년)
- 수품(水品) (636년~?)
- 비담(毗曇) (645년~647년)
- 알천(閼川) (647년~654년)
- 김강(金剛) (655년~660년)
- 김유신(金庾信) (660년~673년)
- 김군관(金軍官) (679년~681년)
- 진복(眞福) (681년~?)
- 문영(文穎) (694년~695년)
- 개원(愷元) (695년~?)
- 인품(仁品) (706년~720년)
- 배부(裵賦) (720년~728년)
- 사공(思恭) (728년~?)
- 정종(貞宗) (737년~?)
- 김사인(金思仁) (745년~757년)
- 신충(信忠) (757년~763년)
- 만종(萬宗) (763년~?)
- 신유(神猷) (768년~?)
- 김양상(金良相) (774년~780년)
- 김경신(金敬信) (780년~785년)
- 충렴(忠廉) (785년~792년)
- 세강(世強) (792년~?)
- 김언승(金彦昇) (801년~809년)
- 김숭빈(金崇斌) (809년~819년)
- 김수종(金秀宗) (819년~?)
- 김균정(金均貞) (835년~836년)
- 김명(金明) (837년~838년)
- 김귀(金貴) (838년~?)
- 장보고(張保皐) (839년~?)
- 예징(禮徵) (840년~849년)
- 김의정(金義正) (849년~?)
- 김안(金安) (857년~?)
- 김정(金正) (862년~874년)
- 위진(魏珍) (874년~?)
- 김위홍(金魏弘) (875년~?)
- 준흥(俊興) (898년~?)
- 김성(金成) (906년~919년?)
- 계강(繼康) (912년~?)
- 위응(魏鷹) (917년~924년)

## 같이 보기
- 신라의 관직
- 신라의 중앙 관제